# Aegle agatha
Aegle agatha is een vlinder uit de familie uilen (Noctuidae). De wetenschappelijke naam is voor het eerst geldig gepubliceerd in 1861 door Staudinger.
De soort komt voor in Europa.